# Espagne aux Jeux olympiques d'hiver de 2002
L'Espagne participe aux Jeux olympiques d'hiver de 2002 à Salt Lake City.

## Athlètes engagés
Sept sportifs espagnols sont engagés dans trois disciplines : le ski alpin, le ski de fond et le snowboard.